# Lev Artsimóvitx
Lev Artsimóvitx (rus: Лев Андреевич Арцимович)  (Moscou, 12 de febrer de 1909 (Julià) - Moscou, 1 de març de 1973) va ser un físic rus, Acadèmic de l'Acadèmia de Ciències de l'URSS (1953), membre del Presídium de l'Acadèmia de Ciències de l'URSS (des de 1957), i Heroi del Treball Socialista (1969).
Va ser conegut per dirigir l'equip que va assolir produir la primera fusió nuclear en un laboratori.

## Investigacions acadèmiques
Artsimóvitx va treballar en el camp de la fusió nuclear i de la física del plasma.
De 1930 a 1944 va treballar a l'Institut Físic-Tècnic Ioffe, i el 1944 es va unir al Laboratori número 2 (actualment Institut Kurchàtov) per treballar en el Projecte soviètic de la bomba atòmica. De del 1951 fins a la seva mort el 1973, va ser el cap del programa d'energia de fusió soviètic.
És conegut com «el pare del Tokamak», un concepte especial de reactor de fusió. Una vegada Artsimóvitx va ser preguntat sobre quan estaria llest el primer reactor termonuclear. Va respondre: «Quan la humanitat ho necessiti, potser poc temps abans».
Sota la seva direcció es va assolir per primera vegada una reacció de fusió termonuclear en un laboratori.
De 1963 a 1973 va ser vicepresident de la Conferència Pugwash i president del Comitè Nacional de Físics Soviètics.
Va ser triat un Membre Honorari Estranger de l'Acadèmia Estatunidenca de les Arts i les Ciències en 1966.

## Reconeixements
- 1946 - Membre corresponent de l'Acadèmia de Ciències de l'URSS.
- 1953 - Acadèmic de l'Acadèmia de Ciències de l'URSS.
- 1953 - Premi Stalin de 1a classe.
- 1957 - Acadèmic-secretari de Departament d'Astronomia i Física General de l'Acadèmia de Ciències de l'URSS, membre del Presídium de l'Acadèmia de Ciències de l'URSS.
- 1958 - Premi Lenin.
- 1965 - Membre Honorari de l'Acadèmia de Ciències de Txecoslovàquia.
- 1966 - Membre Honorari Estranger de l'Acadèmia Estatunidenca de les Arts i les Ciències.
- 1968 - Membre Honorari de la Reial Acadèmia de les Ciències de Suècia.
- 1969 - Membre Honorari de l'Acadèmia de les Ciències de Iugoslava.
- 1969 - Heroi del Treball Socialista.
- 1970 - Ciutadà Honorari de Texas (Estats Units d'Amèrica).
- 1971 - Premi Estatal de l'URSS.
- 1972 - Doctor honoris causa de la Universitat de Varsòvia.
- Quatre Ordes de Lenin.
- Orde de la Bandera Roja, dues vegades (incl. 1945).

## Eponímia
- El cràter lunar Artsimovich porta aquest nom en la seva memòria.[5]